# Le Poiré-sur-Vie (tổng)
Tổng Poiré-sur-Vie là một tổng cũ, nằm ở tỉnh la Vendée trong vùng Pays de la Loire, giải thể tháng 3 năm 2015.

## Các xã
Tổng Poiré-sur-Vie gồm các xã sau (dân số năm 2006):
- Le Poiré-sur-Vie (thủ phủ): 7 008 dân
- Aizenay: 7 334 dân
- Beaufou: 1053 dân
- Belleville-sur-Vie: 3 517 habitants
- La Génétouze: 1 503 dân
- Les Lucs-sur-Boulogne: 3 113 dân
- Saint-Denis-la-Chevasse: 1 936 dân
- Saligny: 1 558 dân